# حزب‌الله کردی
حزب‌الله ترکیه (ترکی استانبولی: Türk Hızbullahı), همچنین شناخته شده به عنوان حزب‌الله کردی (کردی: Hizbullahî Kurdî) نام گروه مسلح اسلام‌گرای سنی در ترکیه است